# 伊本·拉班
伊本·拉班全名库什亚·伊本·拉班（Kushyar ibn Labban 971年-1029年），是一名中世纪時期的伊朗裔波斯吉蘭人，数学家、天文学家和地理學家。主要著作包括《印度算术原理》（Kitab fi usul hisab al-Hind）和天文学、地理学方面的书籍。伊本·拉班是著名波斯数学家阿嘛德·纳萨为的老师。